# Physiotherapie

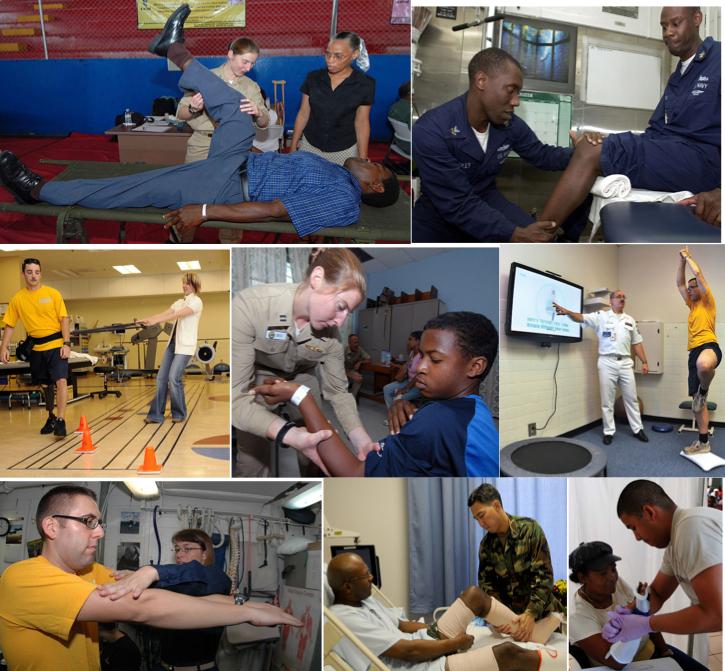
Physiotherapeuten bei der Arbeit an Patienten mit Störungen des Gleichgewichts und orthopädischen Problemen. Im Bild auch zu sehen: Beurteilung und Prüfung der Muskelfunktion und Muskelsteifigkeit, Gelenksbeweglichkeit, Prüfung des Gleichgewichts und Beurteilung des Gangbildes.

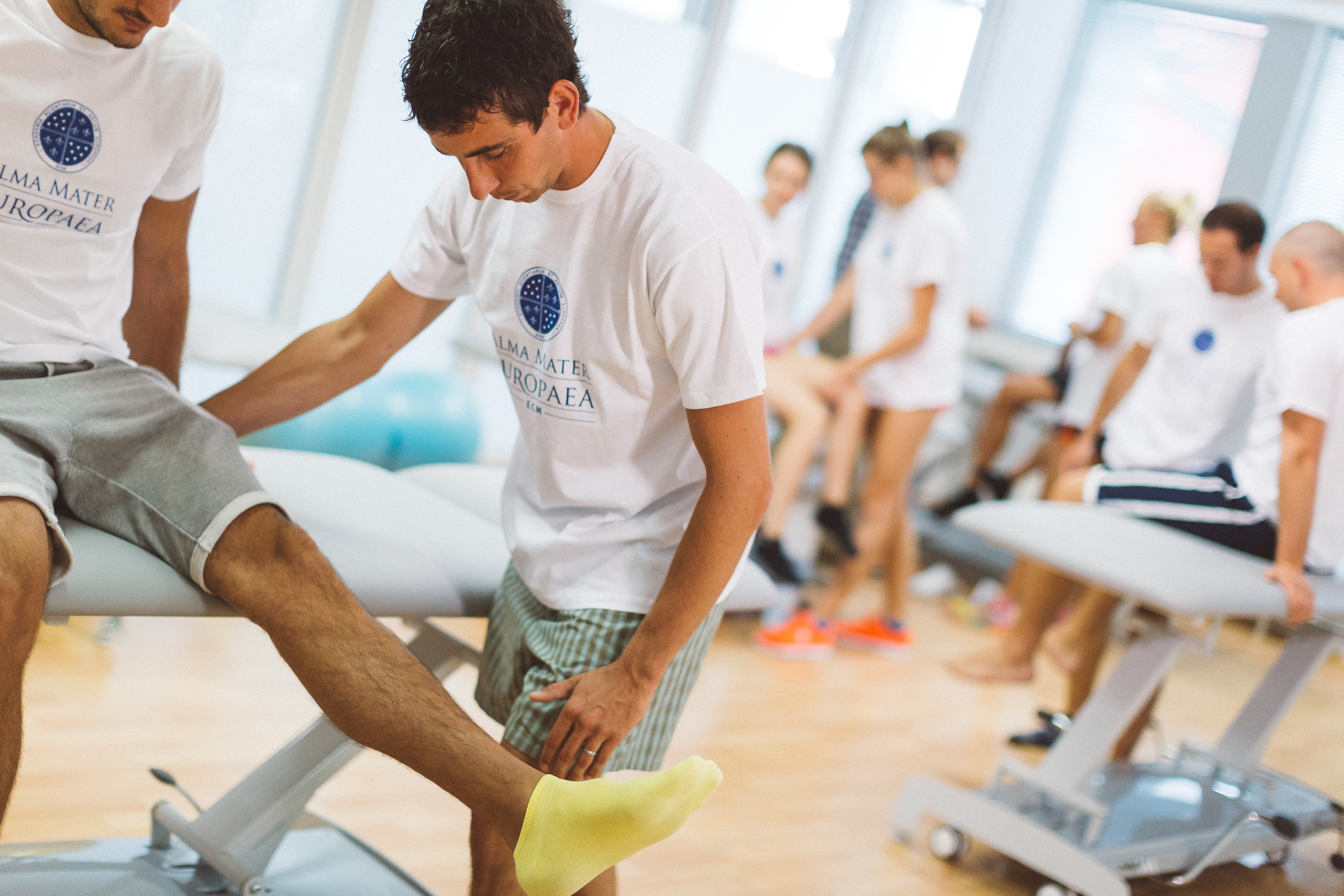
Physiotherapie-Ausbildung

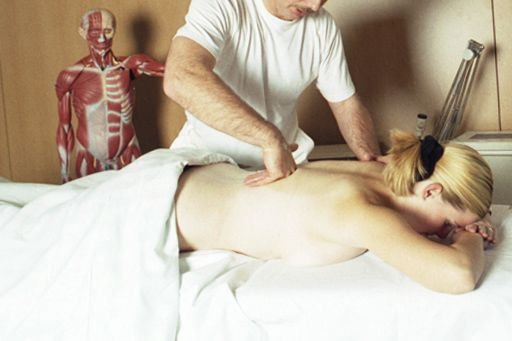
Behandlung durch einen Physiotherapeuten

Physiotherapie (altgriechisch φύσις phýsis, deutsch ‚Natur‘, ‚Körper’ und θεραπεία therapeía, deutsch ‚Dienen‘, ‚Pflege‘, ‚Heilung‘, somit in etwa ‚das Wiederherstellen der natürlichen Funktion‘), früher auch Krankengymnastik (KG), ist eine Form spezifischen Trainings und der äußerlichen Anwendung von Heilmitteln, mit der vor allem die Bewegungs- und Funktionsfähigkeit des menschlichen Bewegungsapparats wiederhergestellt, verbessert oder erhalten werden soll.

## Synonyme und verwandte Bereiche
Physiotherapie lässt sich mit „Naturheilkunde“ übersetzen. Alternativ wird von „Physiatrie“ oder von „Physikalische Medizin“ bzw. „Physikalische Therapie“ gesprochen, wobei unter diesen Termini in Deutschland eine fachärztliche Weiterbildung bzw. Zusatzausbildung verstanden wird.
Die englische Bezeichnung physical therapy ist nicht zu verwechseln mit dem Begriff „Physikalische Therapie“ im Deutschen. Physiotherapie und Physikalische Therapie werden teilweise als Synonyme bzw. gemeinsames Fachgebiet betrachtet; auch wird die Physiotherapie als Unterbereich der Physikalischen Therapie angesehen. Mit Blick auf finanzielle Abrechnungsmodalitäten sollen „auf Intervention verschiedener Fachgruppen […] die Bereiche Physiotherapie und physikalische Therapie im nächsten Entwurf (der Diagnosis Related Groups) wieder getrennt [werden], damit auch z. B. eine physiotherapeutische Behandlung und eine Wärmeanwendung einzeln gezählt werden können.“
Wichtig zu beachten sind auch länderspezifisch unterschiedliche Bezeichnungen für Physiotherapie. So unterscheidet man in Deutschland beispielsweise klar zwischen Krankengymnastik und Physiotherapie, während diese Differenzierung in Österreich nicht mehr üblich ist und man beide Begriffe nahezu synonym verwendet.

## Geschichte

### Altertum bis zur Neuzeit
Viele Verfahren der Physiotherapie haben ihren Ursprung weit zurückliegend. Archäologische Funde zeigen, dass Thermal- und Mineralquellen bereits in frühgeschichtlicher Zeit genutzt wurden. Verschiedene Formen der Massage und von medizinischen Bädern kannte man bereits vor ca. 4000 Jahren in China.
Aus der Antike sind gezielte gymnastische und diätetische Erziehungsideale überliefert. Die Athleten der antiken Olympischen Spiele hatten speziell ausgebildete Trainer, die über die so genannte „Körperhygiene“ ihrer Schützlinge wachten. Damit taten sie für die Gesundheit und Vitalität der jungen Leute oft mehr als jeder Arzt.
Auch der griechische Arzt Hippokrates vertrat verschiedene medizinische Auffassungen, die sich heutzutage in der Physiotherapie wiederfinden. Er verstand den lebendigen Leib als Organismus, Gesundheit als Gleichgewicht und Krankheit als gestörten physischen und psychischen Gesamtzustand. Seine Überzeugung war, dass die Natur eine Heilkraft besitzt. Hippokrates und sein späteres römisches Pendant Galen hoben die gesundheitliche Wirkung aller „Leibesübungen“ hervor.
Das uralte Yoga lässt sich ebenfalls hier einstufen, mit seinen präzisen Asanas wie als passive Massage. In China findet sich das Qigong als Übungsmethode zur Selbstregulation und die Tuina-Anmo Therapie als manuelle Behandlungsmethode.
Schon früh nutzte man die positiven Beobachtungen zur Gesundheitsberatung der Bevölkerung. Man empfahl regelmäßige Bewegung in Form von Spaziergängen, Schwimmen, Laufen, Reiten, Spielen und Tanzen. Auch die erholsame und heilende Wirkung von Massagen und Heilbädern ist seit der Antike bekannt. Die Diätetik bezog sich nicht nur auf eine gesunde Ernährung. Ebenso wurde auf ein ausgewogenes Verhältnis von Wachen und Schlafen geachtet.
Bis ins hohe Mittelalter hinein änderte sich daran wenig, die „Rezepte“ blieben die gleichen. Eher war es so, dass durch den kirchlichen Einfluss das Wissen über den Körper in Vergessenheit geriet; u. a. hätten gottesfürchtige Geschöpfe das Leben und Leiden als schicksalhaft zu betrachten. Dies änderte sich erst mit der Renaissance, in der die antiken Ideale wiederentdeckt wurden.

### Humanismus und Aufklärung
Vom Humanismus beeinflusst rückten jetzt auch Frauen, Kinder und behinderte Menschen mit ihren besonderen Bedürfnissen und Erkrankungen in den Mittelpunkt medizinischer Betrachtung. Im 18. Jahrhundert begründete der französische Arzt Nicolas Andry die Orthopädie (frei: „Erziehung zur aufrechten Haltung“). Er beobachtete systematisch die häufigen Haltungsschwächen und Deformitäten bei Kindern. Er verschrieb spezielle gymnastische Übungen zur Therapie und Prophylaxe. Der Schweizer Arzt Jean-André Venel (1740–1791) eröffnete 1780 die erste orthopädische Klinik der Welt in Orbe/Kanton Waadt.
Johann Christoph Friedrich Guts Muths begründete die pädagogische Gymnastik in Deutschland und Franz Nachtegall (1777–1847) 1798 in Kopenhagen die „Gymnastische Gesellschaft“. Aus deren Leibesübungen entwickelte der Schwede Pehr Henrik Ling eine gezielte therapeutische Gymnastik, wie heute noch an den „Gebrauchsbewegungen des Alltags“ angelehnt. Er kombinierte seine Behandlungen mit Massagen für spezielle Muskelgruppen.
Im 18. Jahrhundert fanden erste Medikamente zwar Anklang, brachten allerdings auch Gefahren mit sich. Mancher Arzt propagierte die Anwendung von Mineralwässern, Heilbädern und der Hydrotherapie. Dies setzte sich im 19. Jahrhundert weiter fort, die Beliebtheit der Hydrotherapie stieg an.
Vor allem in Deutschland erlebte die Hydrotherapie einen wahren Boom: Der Urvater der Hydrotherapie, Sebastian Kneipp, entwickelte eine einfache Lebensregelung, kombinierte sie mit der Anwendung pflanzlicher Medikamente und einer Gesundheitserziehung.

### Industrialisierung und Moderne

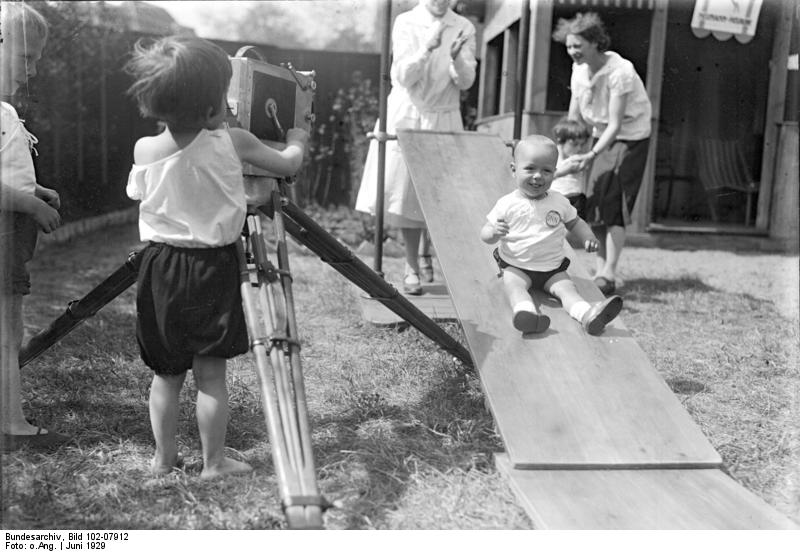
Orthopädische Kindergymnastik, 1929

Der Berliner Arzt Albert C. Neumann brachte die „schwedische Heilgymnastik“ nach Deutschland. Er definierte als erster den Beruf des „Gymnasten“ und setzte sich für die berufliche Emanzipation der Frauen ein. 1853 eröffnete er die erste Gymnastenschule für Damen. Der Schwede Gustav Zander entwickelte ab ca. 1865 ein System von Gymnastik- und Massageapparaten, die medico-mechanische Therapie. In Deutschland wurden die Geräte u. a. in „Zander-Instituten“ als Trainingsgeräte in Vorsorge und Therapie eingesetzt, später kamen Weiterentwicklungen, Plagiate und einfachere Bewegungsgeräte hinzu.
Zudem wuchs der Bedarf an Behandlungen durch die Kriege (1870/71, 1914–18 und 1939–45) und infolge der steigenden Arbeits- und Verkehrsunfälle. Johann Hermann Lubinus gründete die von vielen Fachärzten angesehenen „Lubinus-Schulen“. Nun machte die Krankengymnastik erstmals verstärkt mit Patienten aus der Chirurgie und Neurologie Bekanntschaft (die Kinderlähmung nahm weltweit ein hohes Ausmaß an). Für die Behandlung von Herz- und Lungenerkrankungen sowie in der Rheumatologie fand eine Rückbesinnung zu Heilbädern und der Kneipp-Lehre statt. Im Jahr 1941 wurde Wolfgang Kohlrausch zum ersten Ordinarius für Bewegungstherapie an die nationalsozialistische Reichsuniversität Straßburg berufen.
Nach dem Zweiten Weltkrieg wurden in der DDR Lehrstühle in Berlin und in Jena eingerichtet.
In Westdeutschland kam es nach der Währungsreform 1948 im Gesundheitswesen zu Sparmaßnahmen, die zu einem deutlichen Stellenabbau führten. Erst mit der Gründung von Landesverbänden konnte sich der Berufsstand wieder besser etablieren und ausbauen. Verträge mit Krankenkassen und eine Vereinheitlichung der Ausbildung machten krankengymnastische Einrichtungen wieder rentabel. In den 1950er Jahren bildete sich der ZVK (Zentralverband der Krankengymnasten), bis heute der größte aller deutschen Verbände. Durch seine Arbeit gelang 1959 eine bundesgesetzliche Abgrenzung des „Krankengymnasten“ zu anderen ärztlichen Hilfsberufen.

### Abgrenzung als eigenständiger Berufsstand
Im Zuge der Wiedervereinigung und der Anpassung an den internationalen Sprachgebrauch wurden 1994 die Berufsgesetze (siehe MPhG) novelliert. Von nun an heißen die Krankengymnasten einheitlich „Physiotherapeuten“.
Die in der DDR etablierte Facharzt-Weiterbildung wurde in den Facharzt für Physikalische und Rehabilitative Medizin überführt.

## Heutiges Berufsbild
Die Behandlungen werden von Physiotherapeuten und in Teilbereichen von Masseuren und medizinischen Bademeistern durchgeführt. Physiotherapeut ist in Deutschland kein eigenständiger Heilberuf, sondern gehört zu den Gesundheitsfachberufen (früher Heilhilfsberufe). Die medizinische Notwendigkeit einer Behandlung wird ausschließlich durch Ärzte festgestellt und auf Rezept verordnet, außer bei präventiven Maßnahmen. Außerdem dürfen Physiotherapeuten direkt tätig werden, wenn sie sektorale Heilpraktiker für Physiotherapie (SHP) sind. Sporttherapeuten, -wissenschaftler und -lehrer erfüllen nicht die Zulassungsvoraussetzungen als Physiotherapeut und dürfen physiotherapeutische Heilmittel wie z. B. Krankengymnastik weder erbringen noch abrechnen.
Die Theorien der Physiotherapie basieren primär auf Anatomie und Physiologie des Menschen bzw. auf bewegungswissenschaftlichen Grundlagen (z. B. motorisches Training, sensomotorische Aktivierung, Wahrnehmungstraining, Haltungsschulung). Die physikalische Therapie basiert zudem auf den Grundlagen der Physik (z. B. Elektro-, Ultraschall-, Thermo-, Hydro-, Balneotherapie).

### Ziel
Die Physiotherapie orientiert sich bei der Behandlung an den Beschwerden und den Funktions-, Bewegungs- bzw. Aktivitätseinschränkungen des Patienten, die bei der physiotherapeutischen Untersuchung festgestellt werden. Sie nutzt sowohl diagnostische und auf clinical reasoning basierende, wie auch pädagogische und manuelle Kompetenzen des Therapeuten. Gegebenenfalls wird sie ergänzt durch natürliche physikalische Reize (z. B. Wärme, Kälte, Druck, Strahlung, Elektrizität) und fördert die Eigenaktivität (koordinierte Bewegung sowie die bewusste Wahrnehmung) des Patienten. Die Behandlung ist an die anatomischen und physiologischen, motivationalen und kognitiven Gegebenheiten des Patienten angepasst. Dabei zielt die Behandlung einerseits auf natürliche, physiologische Reaktionen des Organismus (z. B. motorisches Lernen, Muskelaufbau und Stoffwechselanregung), andererseits auf ein verbessertes Verständnis der Funktionsweise des Organismus (Dysfunktionen/Ressourcen) und auf eigenverantwortlichen Umgang mit dem eigenen Körper ab. Das Ziel ist die Wiederherstellung, Erhaltung oder Förderung der Gesundheit und dabei sehr häufig die Schmerzfreiheit bzw. -reduktion.

### Ausbildung
Die Ausbildung erfolgt an staatlichen oder privaten Berufsfachschulen, kann aber auch als Bachelorstudiengang an Hochschulen stattfinden und mit dem Bachelor of Science, seltener mit dem Bachelor of Arts, abschließen. Das Studium kann in drei verschiedenen Varianten ablaufen: Als ausbildungsintegrierender oder ausbildungsbegleitender Studiengang (dualer Studiengang), als primärqualifizierendes Studium, oder als berufsbegleitendes Studium.
In der Ausbildungsordnung verankerte Methoden sind u. a.:
- Manuelle Therapie
- Manuelle Lymphdrainage
- Bobath-Konzept
- Propriozeptive neuromuskuläre Fazilitation
- Periostmassage
- Kolonmassage

Die grundlegende Ausbildung befähigt jedoch nicht automatisch zur Durchführung dieser Techniken. Wird eine zulassungsbeschränkte Therapieform wie beispielsweise Manuelle Therapie, PNF, Neurophysiologische Techniken o. Ä. vom Arzt an den Physiotherapeuten verordnet, so ist zur Erbringung des Heilmittels der Qualifizierungs-Nachweis des Therapeuten gegenüber der Krankenkasse notwendig. Dies bedeutet, dass zusätzlich zur Grundausbildung jeweilig spezielle Kurse besucht werden müssen, um die entsprechenden Rezeptpositionen abrechnen zu können.

### Forschung
Im englischen Sprachraum wird unter anderem die Pathokinesiologie/Kinesiopathologie als kennzeichnende Wissenschaft gesehen, der eine zentrale Rolle für die professionelle Identität der Physiotherapie bzw. ihrer Abgrenzung zu anderen Berufen zukommt, welche sich im Gegensatz zu ihr nicht professionell mit dem menschlichen Bewegungssystem auseinandersetzen.
Publikationen forschender Physiotherapeuten werden international in medizinischen bzw. naturwissenschaftlichen Fachzeitschriften publiziert und sind dabei dem peer-review unterzogen.
Konkrete Anwendung finden z. B. die Arbeiten einer US-amerikanischen Forschergruppe bei der Etablierung spezifischer Diagnosekategorien, zum Zweck der ursachenbezogenen und zielgerichteten Therapie von Schmerzsyndromen des menschlichen Bewegungssystems.

### Interessensvertretung
Die Interessen von Physiotherapeuten werden durch diverse Berufsverbände vertreten. Die vier großen Physiotherapieverbände VPT, Physio Deutschland, IFK und VDB bilden gemeinsam den Spitzenverband der Heilmittelerbringer (SVH) und vertreten die Seite der Physiotherapeuten in den Vertrags- und Vergütungsverhandlungen mit den gesetzlichen Krankenversicherungen, die mit dem  Spitzenverband der gesetzlichen Krankenkassen (GKV-SV) in den Verhandlungen vertreten sind.

### Weitere Methoden
- Osteopathie
- Sensomotorische Aktivierung (z. B. Eutonie, Feldenkrais-Methode, Semota, Kinästhesie, Kognitives Training nach Perfetti)